# Coppa panamericana femminile di pallavolo 2023
La Coppa panamericana femminile di pallavolo 2023 si è svolta dal 6 al 13 agosto 2023 a Ponce, in Porto Rico: al torneo hanno partecipato dieci squadre nazionali tra nordamericane e sudamericane e la vittoria finale è andata per la prima volta all'Argentina.

## Impianti
|                                                                                  |  |  |
|                                                                                  |  |  |
| Auditorio Juan Pachín Vicéns Città: Ponce Capienza: 11 000 Anno d'apertura: 1972 |  |  |

## Regolamento

### Formula
La formula ha previsto:
- Fase a gironi, disputata con girone all'italiana: la prima classificata di ogni girone ha acceduto alle semifinali per il primo posto, la seconda e la terza classificata di ogni girone hanno acceduto ai quarti di finale per il primo posto, mentre le ultime due classificate di ogni girone hanno acceduto ai quarti di finale per il quinto posto.
- Fase finale, disputata con:
  - Fase finale per il primo posto, giocata con quarti di finale, semifinali, finale per il terzo posto e finale; le sconfitte ai quarti di finale per il primo posto hanno acceduto alle semifinali per il quinto posto.
  - Fase finale per il quinto posto, giocata con quarti di finale, semifinali, finale per il settimo posto e finale per il quinto posto; le sconfitte ai quarti di finale per il quinto posto hanno acceduto alla finale per il nono posto.
  - Finale per il nono posto.

### Criteri di classifica
Se il risultato finale è stato di 3-0 sono stati assegnati 5 punti alla squadra vincente e 0 a quella sconfitta, se il risultato finale è stato di 3-1 sono stati assegnati 4 punti alla squadra vincente e 1 a quella sconfitta, se il risultato finale è stato di 3-2 sono stati assegnati 3 punti alla squadra vincente e 2 a quella sconfitta.
L'ordine del posizionamento in classifica è stato definito in base a:
- Numero di partite vinte;
- Punti;
- Ratio dei punti realizzati/subiti;
- Ratio dei set vinti/persi;
- Risultati degli scontri diretti;
- Classifica avulsa.

## Squadre partecipanti
| Squadra         | Qualificazione      | Ultima partecipazione |
| --------------- | ------------------- | --------------------- |
| Argentina       | -                   | Perù 2019             |
| Canada          | -                   | Messico 2022          |
| Cile            | -                   | Perù 2017             |
| Colombia        | -                   | Messico 2022          |
| Costa Rica      | -                   | Messico 2022          |
| Messico         | -                   | Messico 2022          |
| Perù            | -                   | Messico 2022          |
| Porto Rico      | Paese organizzatore | Messico 2022          |
| Rep. Dominicana | -                   | Messico 2022          |
| Stati Uniti     | -                   | Messico 2022          |

## Torneo

### Fase a gironi
| Girone A    | Girone B        |
| ----------- | --------------- |
| Canada      | Argentina       |
| Colombia    | Cile            |
| Costa Rica  | Messico         |
| Perù        | Porto Rico      |
| Stati Uniti | Rep. Dominicana |

#### Girone A

##### Risultati
| 6 agosto 2023 Auditorio Juan Pachín Vicéns, Ponce Durata: 1h:16 - Spettatori: 250    | Stati Uniti | 3 - 0 | Costa Rica  | 25-12, 25-12, 25-17               |
| 6 agosto 2023 Auditorio Juan Pachín Vicéns, Ponce Durata: 1h:57 - Spettatori: 1 000  | Colombia    | 3 - 1 | Canada      | 25-19, 25-20, 24-26, 25-19        |
| 7 agosto 2023 Auditorio Juan Pachín Vicéns, Ponce Durata: 1h:11 - Spettatori: 100    | Canada      | 3 - 0 | Costa Rica  | 25-12, 25-17, 25-15               |
| 7 agosto 2023 Auditorio Juan Pachín Vicéns, Ponce Durata: 1h:26 - Spettatori: 300    | Stati Uniti | 3 - 0 | Perù        | 25-23, 25-20, 25-13               |
| 8 agosto 2023 Auditorio Juan Pachín Vicéns, Ponce Durata: 1h:16 - Spettatori: ?      | Perù        | 3 - 0 | Costa Rica  | 25-15, 25-19, 25-18               |
| 8 agosto 2023 Auditorio Juan Pachín Vicéns, Ponce Durata: 1h:20 - Spettatori: 100    | Colombia    | 0 - 3 | Stati Uniti | 14-25, 21-25, 19-25               |
| 9 agosto 2023 Auditorio Juan Pachín Vicéns, Ponce Durata: 1h:08 - Spettatori: 100    | Colombia    | 3 - 0 | Costa Rica  | 25-13, 25-12, 25-9                |
| 9 agosto 2023 Auditorio Juan Pachín Vicéns, Ponce Durata: 2h:24 - Spettatori: 100    | Canada      | 3 - 2 | Perù        | 25-22, 25-21, 22-25, 13-25, 15-6  |
| 10 agosto 2023 Auditorio Juan Pachín Vicéns, Ponce Durata: 2h:10 - Spettatori: 100   | Colombia    | 3 - 2 | Perù        | 18-25, 21-25, 25-20, 25-17, 15-10 |
| 10 agosto 2023 Auditorio Juan Pachín Vicéns, Ponce Durata: 1h:23 - Spettatori: 2 500 | Canada      | 0 - 3 | Stati Uniti | 17-25, 20-25, 18-25               |

##### Classifica
| Pos. | Squadra     | Pt | G | V | P | SV | SP | Ratio | PF  | PS  | Ratio |
| ---- | ----------- | -- | - | - | - | -- | -- | ----- | --- | --- | ----- |
| 1.   | Stati Uniti | 20 | 4 | 4 | 0 | 12 | 0  | MAX   | 300 | 206 | 1,456 |
| 2.   | Colombia    | 12 | 4 | 3 | 1 | 9  | 6  | 1,500 | 332 | 290 | 1,144 |
| 3.   | Canada      | 9  | 4 | 2 | 2 | 7  | 8  | 0,875 | 314 | 317 | 0,990 |
| 4.   | Perù        | 9  | 4 | 1 | 3 | 7  | 9  | 0,777 | 327 | 331 | 0,987 |
| 5.   | Costa Rica  | 0  | 4 | 0 | 4 | 0  | 12 | 0,000 | 171 | 300 | 0,570 |

      Qualificata alle semifinali per il primo posto.
      Qualificata ai quarti di finale per il primo posto.
      Qualificata ai quarti di finale per il quinto posto.

#### Girone B

##### Risultati
| 6 agosto 2023 Auditorio Juan Pachín Vicéns, Ponce Durata: 1h:14 - Spettatori: 208    | Messico         | 0 - 3 | Argentina       | 20-25, 19-25, 18-25               |
| 6 agosto 2023 Auditorio Juan Pachín Vicéns, Ponce Durata: 1h:32 - Spettatori: 2 500  | Porto Rico      | 3 - 0 | Cile            | 25-22, 25-17, 25-23               |
| 7 agosto 2023 Auditorio Juan Pachín Vicéns, Ponce Durata: 1h:22 - Spettatori: 250    | Cile            | 0 - 3 | Rep. Dominicana | 23-25, 15-25, 15-25               |
| 7 agosto 2023 Auditorio Juan Pachín Vicéns, Ponce Durata: 2h:20 - Spettatori: 800    | Porto Rico      | 3 - 2 | Argentina       | 20-25, 25-18, 25-18, 23-25, 15-7  |
| 8 agosto 2023 Auditorio Juan Pachín Vicéns, Ponce Durata: 2h:21 - Spettatori: 2 000  | Porto Rico      | 1 - 3 | Messico         | 25-22, 21-25, 22-25, 19-25        |
| 8 agosto 2023 Auditorio Juan Pachín Vicéns, Ponce Durata: 1h:39 - Spettatori: 300    | Rep. Dominicana | 3 - 1 | Argentina       | 25-23, 25-18, 21-25, 25-16        |
| 9 agosto 2023 Auditorio Juan Pachín Vicéns, Ponce Durata: 1h:13 - Spettatori: 150    | Argentina       | 3 - 0 | Cile            | 25-16, 25-19, 25-18               |
| 9 agosto 2023 Auditorio Juan Pachín Vicéns, Ponce Durata: 1h:11 - Spettatori: 200    | Messico         | 0 - 3 | Rep. Dominicana | 13-25, 21-25, 17-25               |
| 10 agosto 2023 Auditorio Juan Pachín Vicéns, Ponce Durata: 1h:39 - Spettatori: 400   | Messico         | 3 - 1 | Cile            | 25-15, 23-25, 25-20, 25-18        |
| 10 agosto 2023 Auditorio Juan Pachín Vicéns, Ponce Durata: 2h:14 - Spettatori: 3 500 | Porto Rico      | 2 - 3 | Rep. Dominicana | 23-25, 13-25, 25-18, 25-23, 14-16 |

##### Classifica
| Pos. | Squadra         | Pt | G | V | P | SV | SP | Ratio | PF  | PS  | Ratio |
| ---- | --------------- | -- | - | - | - | -- | -- | ----- | --- | --- | ----- |
| 1.   | Rep. Dominicana | 17 | 4 | 4 | 0 | 12 | 3  | 4,000 | 353 | 286 | 1,234 |
| 2.   | Argentina       | 13 | 4 | 2 | 2 | 9  | 6  | 1,500 | 325 | 314 | 1,035 |
| 3.   | Porto Rico      | 11 | 4 | 2 | 2 | 9  | 8  | 1,125 | 370 | 359 | 1,030 |
| 4.   | Messico         | 8  | 4 | 2 | 2 | 6  | 8  | 0,750 | 303 | 315 | 0,961 |
| 5.   | Cile            | 1  | 4 | 0 | 4 | 1  | 12 | 0,083 | 246 | 323 | 0,761 |

      Qualificata alle semifinali per il primo posto.
      Qualificata ai quarti di finale per il primo posto.
      Qualificata ai quarti di finale per il quinto posto.

### Fase finale

#### Finali 1º e 3º posto
|  | Quarti di finale | Quarti di finale | Quarti di finale |  |  | Semifinali | Semifinali      | Semifinali |           |   | Finale          | Finale          | Finale          |  |
|  |                  |                  |                  |  |  |            |                 |            |           |   |                 |                 |                 |  |
|  |                  |                  |                  |  |  | 1B         | Rep. Dominicana | 2          |           |   |                 |                 |                 |  |
|  | 2A               | Colombia         | 2                |  |  | 3B         | Porto Rico      | 3          |           |   |                 |                 |                 |  |
|  | 3B               | Porto Rico       | 3                |  |  |            |                 |            |           |   | 3B              | Porto Rico      | 2               |  |
|  |                  |                  |                  |  |  |            |                 | 2B         | Argentina | 3 |                 |                 |                 |  |
|  |                  |                  |                  |  |  | 1A         | Stati Uniti     | 1          |           |   |                 |                 |                 |  |
|  | 2B               | Argentina        | 3                |  |  | 2B         | Argentina       | 3          |           |   |                 |                 |                 |  |
|  | 3A               | Canada           | 1                |  |  |            |                 |            |           |   | Finale 3º posto | Finale 3º posto | Finale 3º posto |  |
|  |                  |                  |                  |  |  |            |                 |            |           |   |                 |                 |                 |  |
|  |                  |                  |                  |  |  |            |                 |            |           |   | 1B              | Rep. Dominicana | 1               |  |
|  |                  |                  |                  |  |  |            |                 |            |           |   | 1A              | Stati Uniti     | 3               |  |

##### Quarti di finale
| 11 agosto 2023 Auditorio Juan Pachín Vicéns, Ponce Durata: 1h:52 - Spettatori: 500 | Argentina | 3 - 1 | Canada     | 25-21, 25-20, 23-25, 25-12        |
| 11 agosto 2023 Auditorio Juan Pachín Vicéns, Ponce Durata: 2h:12 - Spettatori: 500 | Colombia  | 2 - 3 | Porto Rico | 20-25, 25-17, 25-20, 20-25, 11-15 |

##### Semifinali
| 12 agosto 2023 Auditorio Juan Pachín Vicéns, Ponce Durata: 2h:10 - Spettatori: 1 500 | Stati Uniti     | 1 - 3 | Argentina  | 26-24, 23-25, 20-25, 25-27       |
| 12 agosto 2023 Auditorio Juan Pachín Vicéns, Ponce Durata: 2h:19 - Spettatori: 4 000 | Rep. Dominicana | 2 - 3 | Porto Rico | 18-25, 25-21, 25-20, 22-25, 7-15 |

##### Finale 3º posto
| 13 agosto 2023 Auditorio Juan Pachín Vicéns, Ponce Durata: 2h:04 - Spettatori: 3 200 | Stati Uniti | 3 - 1 | Rep. Dominicana | 25-22, 25-20, 21-25, 27-25 |

##### Finale
| 13 agosto 2023 Auditorio Juan Pachín Vicéns, Ponce Durata: 2h:12 - Spettatori: 5 000 | Argentina | 3 - 2 | Porto Rico | 25-17, 25-22, 23-25, 19-25, 15-6 |

#### Finali 5º e 7º posto
|  | Quarti di finale | Quarti di finale | Quarti di finale |  |  | Semifinali | Semifinali | Semifinali |      |   | Finale 5º posto | Finale 5º posto | Finale 5º posto |  |
|  |                  |                  |                  |  |  |            |            |            |      |   |                 |                 |                 |  |
|  |                  |                  |                  |  |  | 2A         | Colombia   | 3          |      |   |                 |                 |                 |  |
|  | 4B               | Messico          | 3                |  |  | 4B         | Messico    | 0          |      |   |                 |                 |                 |  |
|  | 5A               | Costa Rica       | 0                |  |  |            |            |            |      |   | 2A              | Colombia        | 3               |  |
|  |                  |                  |                  |  |  |            |            | 4A         | Perù | 2 |                 |                 |                 |  |
|  |                  |                  |                  |  |  | 3A         | Canada     | 0          |      |   |                 |                 |                 |  |
|  | 4A               | Perù             | 3                |  |  | 4A         | Perù       | 3          |      |   |                 |                 |                 |  |
|  | 5B               | Cile             | 1                |  |  |            |            |            |      |   | Finale 7º posto | Finale 7º posto | Finale 7º posto |  |
|  |                  |                  |                  |  |  |            |            |            |      |   |                 |                 |                 |  |
|  |                  |                  |                  |  |  |            |            |            |      |   | 4B              | Messico         | 3               |  |
|  |                  |                  |                  |  |  |            |            |            |      |   | 3A              | Canada          | 1               |  |

##### Quarti di finale
| 11 agosto 2023 Auditorio Juan Pachín Vicéns, Ponce Durata: 1h:16 - Spettatori: 200 | Messico | 3 - 0 | Costa Rica | 17-25, 16-25, 22-25        |
| 11 agosto 2023 Auditorio Juan Pachín Vicéns, Ponce Durata: 1h:51 - Spettatori: 100 | Perù    | 3 - 1 | Cile       | 25-20, 16-25, 25-22, 25-16 |

##### Semifinali
| 12 agosto 2023 Auditorio Juan Pachín Vicéns, Ponce Durata: 1h:19 - Spettatori: 100 | Messico | 0 - 3 | Colombia | 17-25, 16-25, 22-25 |
| 12 agosto 2023 Auditorio Juan Pachín Vicéns, Ponce Durata: 1h:25 - Spettatori: 300 | Perù    | 3 - 0 | Canada   | 25-20, 25-22, 25-21 |

##### Finale 7º posto
| 13 agosto 2023 Auditorio Juan Pachín Vicéns, Ponce Durata: 1h:53 - Spettatori: 150 | Messico | 3 - 1 | Canada | 25-13, 21-25, 25-20, 25-23 |

##### Finale 5º posto
| 13 agosto 2023 Auditorio Juan Pachín Vicéns, Ponce Durata: 2h:12 - Spettatori: 1 000 | Colombia | 3 - 2 | Perù | 22-25, 25-23, 19-25, 25-23, 15-7 |

#### Finale 9º posto
| 12 agosto 2023 Auditorio Juan Pachín Vicéns, Ponce Durata: 1h:09 - Spettatori: 50 | Costa Rica | 0 - 3 | Cile | 20-25, 9-25, 18-25 |

## Classifica finale
| Pos     | Squadra         | Rosa |
| ------- | --------------- | --- |
| Oro     | Argentina       | Formazione: 1 Vera, 3 Nizetich, 4 Nosach, 5 Salinas, 7 Mercado, 9 Cugno, 10 Bulaich, 12 Rizzo, 13 Farriol, 14 Mayer, 15 Fortuna, 17 Herrera, 19 Graff, 20 Pelozo, CT: Castellani                            |
| Argento | Porto Rico      | Formazione: 1 Fuentes, 2 Venegas, 3 Vázquez, 4 Hollingsworth, 5 Rivera, 8 Rojas, 11 Abercrombie, 12 Ortiz, 13 León, 16 Santiago, 18 Hernández, 19 Santos, 21 Victoriá, 23 Vélez, CT: Morales                |
| Bronzo  | Stati Uniti     | Formazione: 3 White, 13 Wilhite, 19 J. Gray, 21 Lee, 25 Nuneviller, 30 Hart, 34 Samedy, 36 Gates, 37 Haneline, 38 Fleck, 39 Mims, 41 Eggleston, 43 S. Gray, 44 Hilley, CT: Rostratter                       |
| 4       | Rep. Dominicana | Formazione: 1 Arias, 2 Rodríguez, 3 Eve, 4 Peralta, 7 Marte, 11 Ge. González, 14 de la Rosa, 15 Guillén, 16 Peña, 18 de la Cruz, 20 B. Martínez, 21 J. Martínez, 23 Ga. González, 25 L. Martínez, CT: Kwiek |
| 5       | Colombia        | Formazione: 3 Segovia, 4 Pascua, 5 Olaya, 6 Carabalí, 8 Zapata, 9 Ospino, 10 Toro, 13 Gómez, 14 Velásquez, 15 Marín, 16 Rangel, 18 Agudelo, 19 Martínez, 20 Coneo, CT: Rizola                               |
| 6       | Perù            | Formazione: 2 de la Peña, 3 Rodríguez, 4 Guerrero, 6 Vigil, 7 Ayme, 10 Patiño, 12 Muñoz, 13 Rojas, 14 Montes, 15 Ortiz, 17 Yabar, 18 Y. Sánchez, 19 Almeida, 21 E. Sánchez, CT: Hervás                      |
| 7       | Messico         | Formazione: 1 Martínez, 4 Rodríguez, 10 Siller, 11 Urías, 12 Landeros, 15 Rivera, 20 Topete, 22 Elicerio, 33 Flores, CT: Negro                                                                              |
| 8       | Canada          | Formazione: 4 Savard, 5 Murmann, 7 Van Buskirk, 8 Ogoms, 11 Mitrovic, 12 Allard, 14 Howe, 15 Joseph, 16 Livingston, 17 Jost, 21 Heppell, 25 Grills, 26 Pelland, 27 Thokbuom, CT: Winzer                     |
| 9       | Cile            | Formazione: 2 Giglio, 3 Donoso, 4 Novoa, 5 Salinas, 6 Morales, 8 Badilla, 9 Sandrok, 10 Mendoza, 12 Vallebuona, 13 Vallejos, 18 Valenzuela, 19 Numair, 20 Alicera, 44 Ruz, CT: Marín                        |
| 10      | Costa Rica      | Formazione: 1 Carazo, 2 Salazar, 5 Espinoza, 6 Castro, 7 Mata, 8 Araya, 10 Alfaro, 11 Sayles, 12 Thompson, 16 Castro, 17 González, 23 León, CT: Acuña                                                       |

|  | Qualificata ai XIX Giochi panamericani |

## Premi individuali
| Premio                 | Nome               | Squadra         |
| ---------------------- | ------------------ | --------------- |
| MVP                    | Bianca Cugno       | Argentina       |
| Miglior realizzatrice  | Bianca Cugno       | Argentina       |
| Miglior servizio       | Bianca Cugno       | Argentina       |
| Miglior difesa         | Joseline Landeros  | Messico         |
| Miglior ricevitrice    | Ysabella Sánchez   | Perù            |
| Miglior palleggiatrice | Ivone Martínez     | Messico         |
| Miglior opposto        | Bianca Cugno       | Argentina       |
| Miglior schiacciatrice | Simone Lee         | Stati Uniti     |
| Miglior schiacciatrice | Ana Karina Olaya   | Colombia        |
| Miglior centrale       | Geraldine González | Rep. Dominicana |
| Miglior centrale       | Jocelyn Urías      | Messico         |
| Miglior libero         | Joseline Landeros  | Messico         |